# Cyclocephala minuchae
Cyclocephala minuchae är en skalbaggsart som beskrevs av Joly 2003. Cyclocephala minuchae ingår i släktet Cyclocephala och familjen Dynastidae. Inga underarter finns listade i Catalogue of Life.